# Макаров Дмитро Леонідович
Дмитро Леонідович Макаров (рос. Дмитрий Леонидович Макаров; 6 грудня 1983, м. Уфа, СРСР) — російський хокеїст, центральний нападник. Виступає за «Торпедо» (Нижній Новгород) у Континентальній хокейній лізі. 
Вихованець хокейної школи «Салават Юлаєв» (Уфа). Виступав за «Металург» (Магнітогорськ), «Зауралля» (Курган), «Салават Юлаєв» (Уфа), «Нафтохімік» (Нижньокамськ).